# 中野孝則
中野 孝則（なかの たかのり、1941年（昭和16年）12月7日 - ）は、日本の政治家。元大阪府松原市長（2期）。旭日双光章受章。

## 経歴
大阪府出身。1960年大阪府立農芸高等学校卒。同年松原市役所に入り、助役などを務める。
1999年松原市長選挙に立候補し、初当選。市長を2期務め、2007年に退任した。2012年春の叙勲で旭日双光章を受章。